# Uloborus parvulus
Uloborus parvulus är en spindelart som beskrevs av Schmidt 1976. Uloborus parvulus ingår i släktet Uloborus och familjen krusnätsspindlar.
Artens utbredningsområde är Kanarieöarna. Inga underarter finns listade i Catalogue of Life.